# Карамышев, Артём Анатольевич
Артём Анатольевич Карамышев (родился 31 мая 1995 года) — российский регбист, защитник команды «Стрела».

## Карьера
Кандидат в мастера спорта по регби.
Выступал за сборную России по пляжному регби.
С 2007 по 2018 год выступал за регбийный клуб «Энергия».
В 2019 году перешёл в казанскую «Стрелу». Конце сезона 2023 года провёл в «Липецке».

## Достижения
- Чемпион Европы по пляжному регби в 2018 году
- Чемпион России по пляжному регби в 2016 и 2017 году
- Чемпион Высшей лиги по регби-15 в 2015 году
- Серебряный призёр Высшей лиги по регби-7 в 2018 году